# Nullum crimen sine lege
Nullum crimen sine lege (z łac. Nie ma przestępstwa bez ustawy) – paremia prawnicza oznaczająca, że nie jest przestępstwem czyn, który nie był zabroniony w momencie jego popełniania.
Jest to jedna z najbardziej istotnych zasad współczesnego prawa karnego i ważny składnik koncepcji państwa prawa. Chroni jednostkę przed arbitralnym posługiwaniem się represją karną przez organy państwowe. Zasada ta została sformułowana w art. 8 francuskiej Deklaracji Praw Człowieka i Obywatela z 1789 roku. Polskie prawo zawiera tę zasadę w 42 art. Konstytucji RP. Zawiera ją także art. 11 Powszechnej Deklaracji Praw Człowieka, art. 7 Europejskiej Konwencji Praw Człowieka, art. 15 Międzynarodowego Paktu Praw Obywatelskich i Politycznych oraz art. 49 Karty Praw Podstawowych.
Z tej zasady wynikają postulaty:
- typizacji czynów zabronionych (nullum crimen sine lege scripta) – wyłączona jest kryminalizacja w drodze aktów o charakterze podustawowym;
- maksymalnej określoności tworzonych typów (nullum crimen sine lege certa) – funkcja zewnętrzna określoności czynu pozwala odróżnić typy zachowań zabronionych od niezabronionych, zaś funkcja wewnętrzna – na odróżnienie poszczególnych typów czynu zabronionego;
- zakazu analogii i wykładni rozszerzającej na niekorzyść sprawcy (nullum crimen sine lege stricta)
- zakazu pogarszania sytuacji prawnej sprawcy przez wsteczne działanie ustawy karnej (nullum crimen sine lege praevia).
- ustawowe określenie granic kary (nulla poena sine lege) – sankcja jest względnie oznaczona

W prawie rzymskim sformułowana jako fraus sine poena esse potest, poena sine fraude non potest (występek może być bez kary, kara nie może być bez występku).